# Glasigkeit

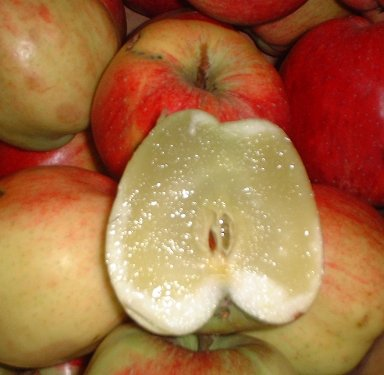
Stark ausgeprägte Glasigkeit an einem Apfel

Glasigkeit ist eine Stoffwechselkrankheit des Apfels, die durch einen gestörten Zuckerstoffwechsel entsteht.

## Krankheitsbild
Noch bevor der Apfel seine Pflückreife erreicht hat, entwickeln sich glasige Stellen im Fruchtfleisch. Diese entstehen häufig zuerst um das Kerngehäuse oder um die Leitbündel und können sich später auch direkt unter der Schale befinden. Das betroffene Fruchtfleisch erscheint wässrig und transparent. Die Zellzwischenräume sind nicht wie gewöhnlich mit Luft gefüllt, sondern mit Zellsaft. Während der Lagerung kann sich die Krankheit jedoch zurückbilden, weswegen die Glasigkeit häufig nur bei frisch geernteten Früchten erkennbar ist. Bei einem stark ausgeprägten Krankheitsbild kann die Glasigkeit jedoch zu weiteren Lagererkrankungen, wie zum Beispiel der Fleischbräune, führen.

## Krankheitsursache
Ursache der Glasigkeit ist eine Stoffwechselstörung der Apfelfrucht. Ein gestörter Zuckerstoffwechsel führt zu einem starken Stärkeabbau innerhalb einer relativ kurzen Zeit. Die dadurch ansteigende Zuckerkonzentration führt zu einem veränderten osmotischen Potential innerhalb des Fruchtfleischs, wodurch der Zellsaft in die Zellzwischenräume gelangt. Durch den Sauerstoffmangel kommt es weiterhin zu Gärprozessen innerhalb der Frucht, wobei sich Alkohol und Acetaldehyd bilden kann. Die genauen Ursachen für diese Störung im Stoffwechsel sind unbekannt.
Faktoren, die für die Glasigkeit förderlich sind:
- Weites Blatt/Frucht-Verhältnis (viele Blätter auf zu wenig Früchte)
- Lange Assimilationsdauer (späte Ernte)
- Gute Assimilationsbedingungen (gute klimatische Bedingungen)
- Calcium-Mangel
- Sortenwahl

Eine Zwischenlagerung der Äpfel bei 10–15 °C vor der eigentlichen Einlagerung kann die Rückbildung der Glasigkeit beschleunigen.

## Sortenwahl
Als Glasigkeit-empfindlich gelten: Alkmene, Cox Orange, Fuji und Gloster.

## Sonstiges
Da es nahezu unmöglich ist, die Glasigkeit anhand des äußeren Erscheinungsbildes zu erkennen, wird an bildgebenden Verfahren, zum Beispiel durch Röntgenstrahlung oder Magnetresonanztomographie, geforscht.
Die Glasigkeit ist nicht nur ein Problem bei Apfel, sondern tritt auch bei vielen Pflanzen im Gemüsebau auf. Die Ursache dafür liegt jedoch nicht im Zuckerstoffwechsel, sondern sie entsteht meistens durch eine zu hohe Wasseraufnahme.